# Goethe-Theater Bad Lauchstädt

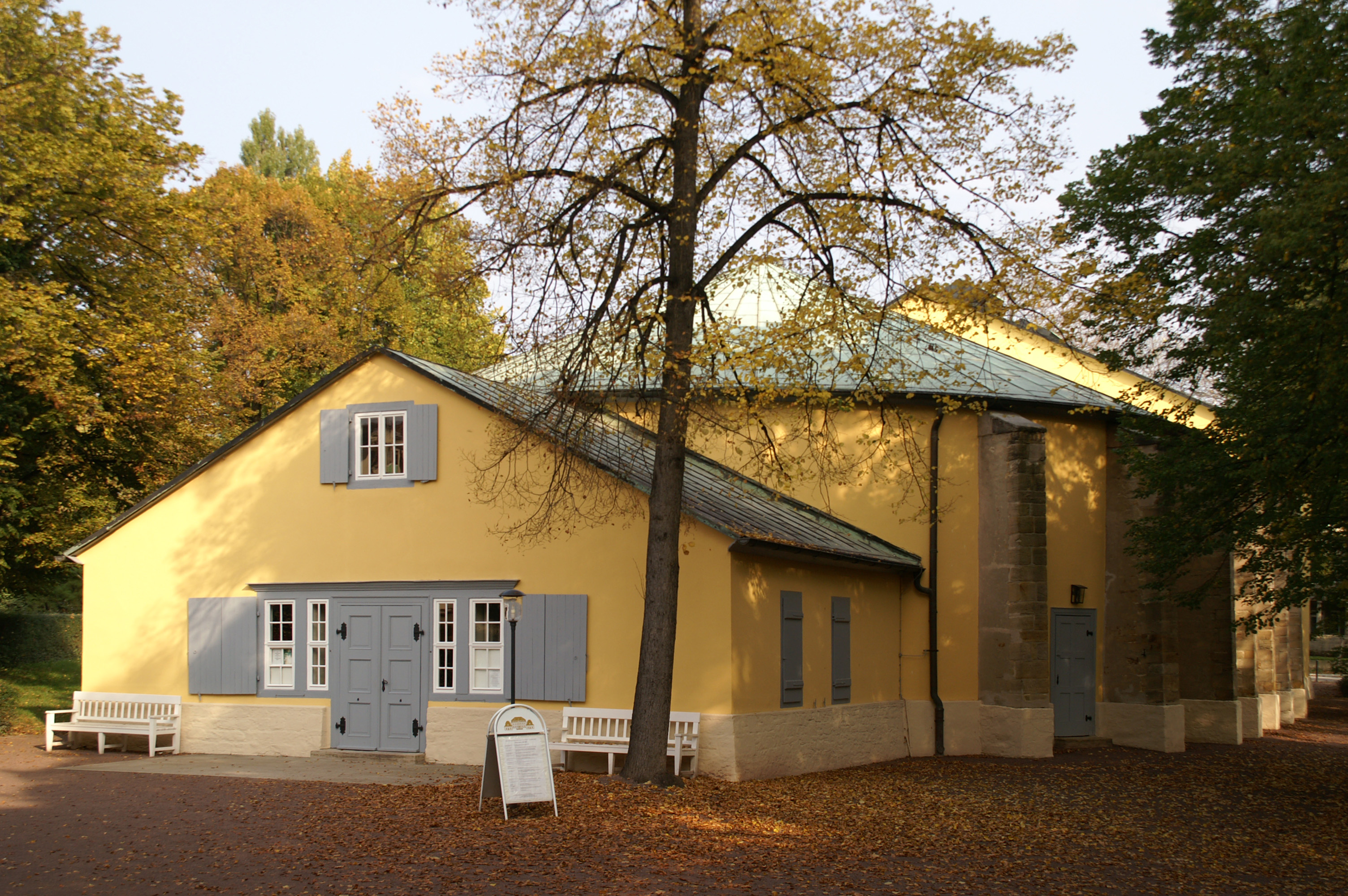
Goethe-Theater Bad Lauchstädt (Außenansicht)

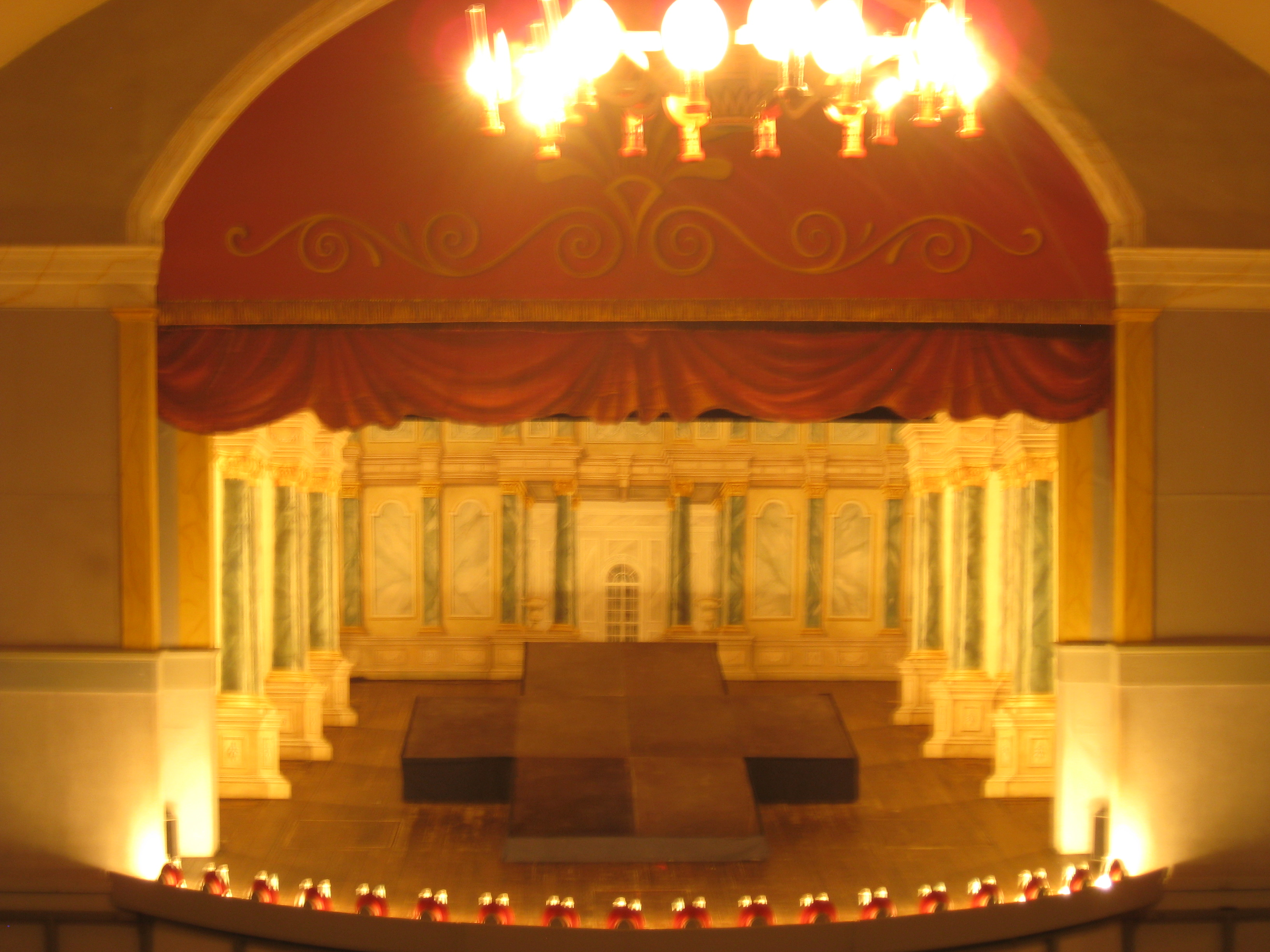
Goethe-Theater Bad Lauchstädt (Innenansicht)

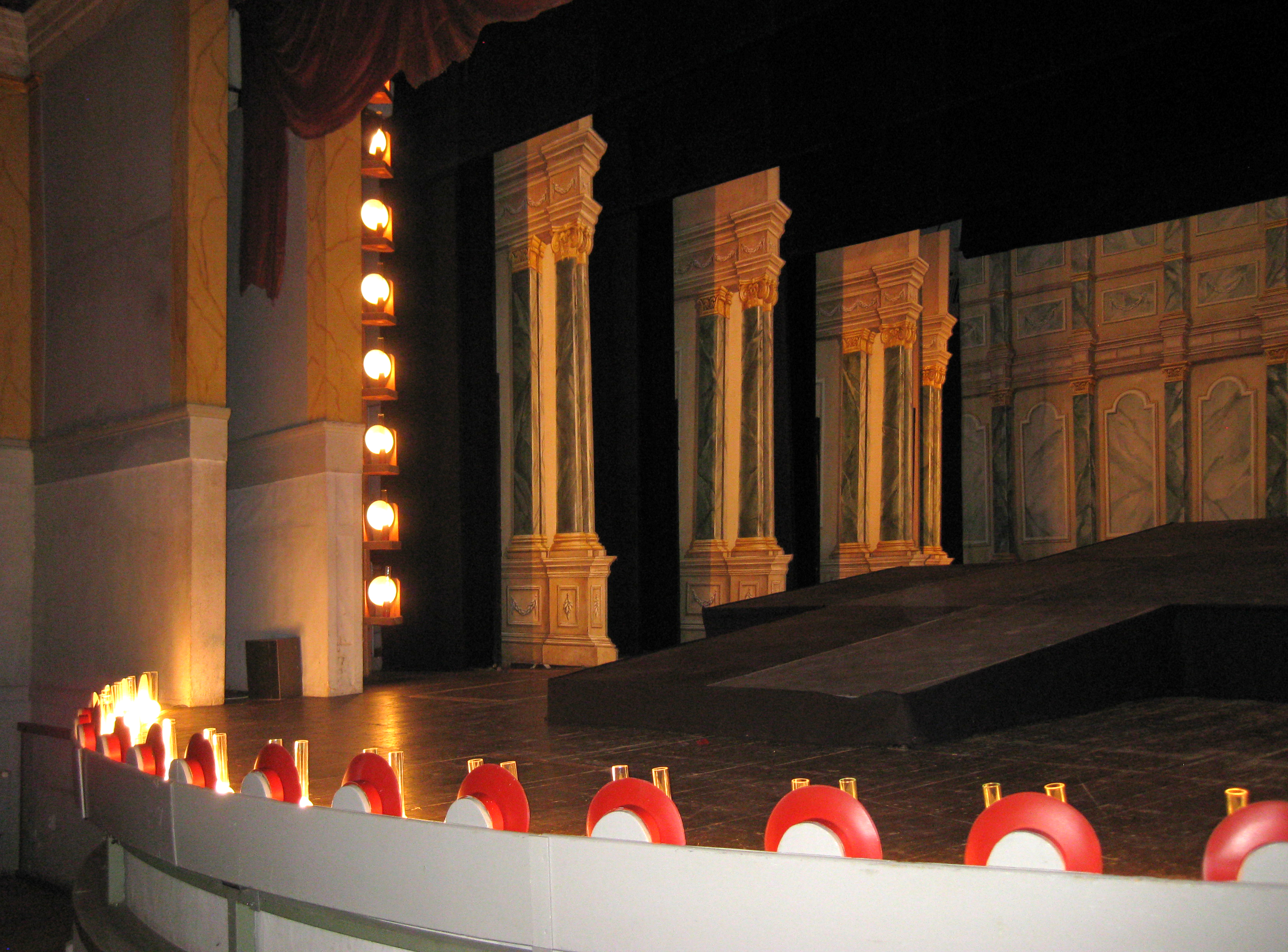
Goethe-Theater Bad Lauchstädt (Blick auf die Bühne)

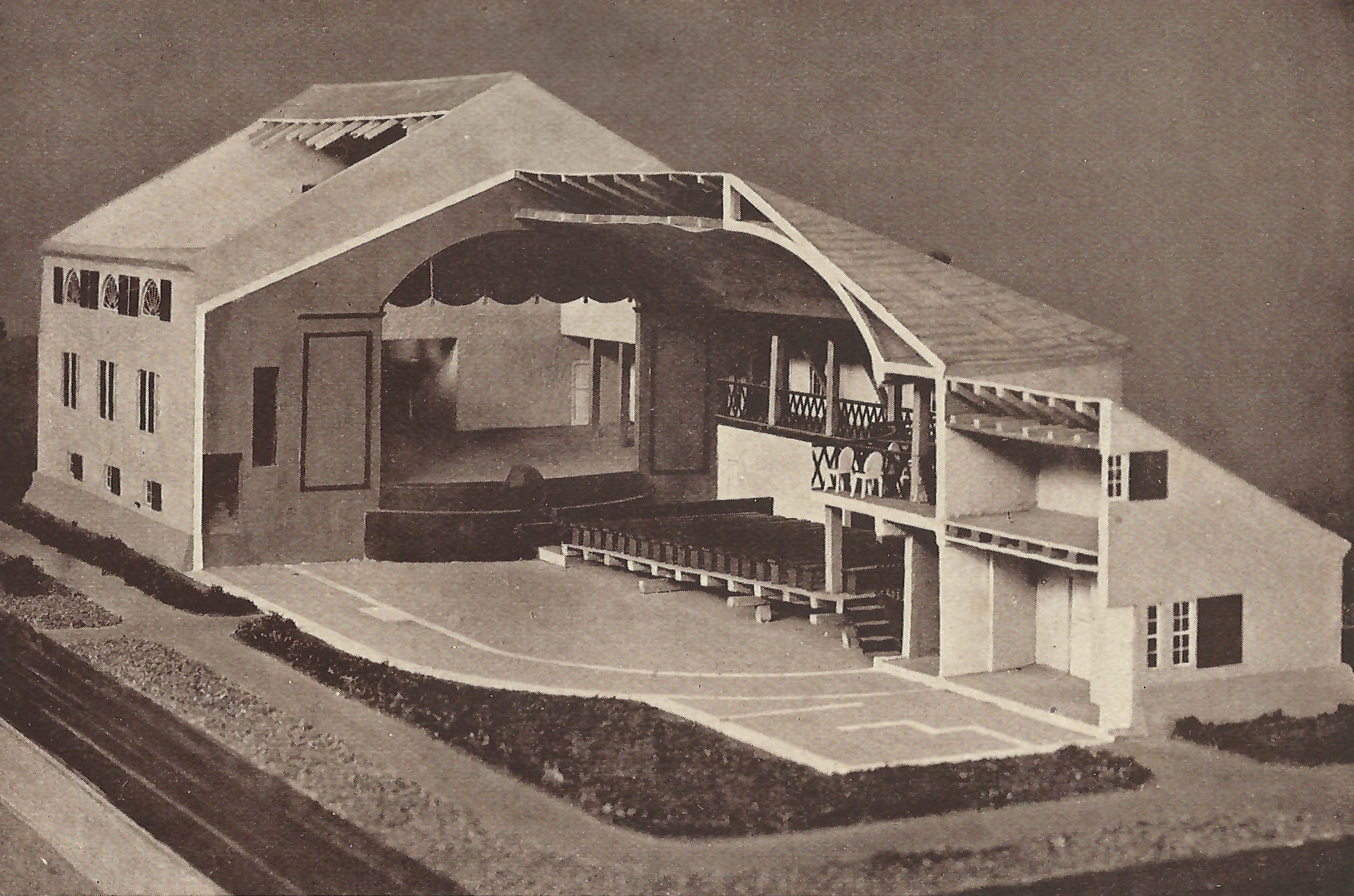
Auf der Deutschen Theaterausstellung 1927 in Magdeburg gezeigtes Modell des Theaters

Das Goethe-Theater Bad Lauchstädt ist ein Theater in Bad Lauchstädt und das einzige original erhaltene Theatergebäude der Goethezeit.

## Baugeschichte
In Lauchstädt gab es bereits seit 1776 Theaterbauten, als 1791 Johann Wolfgang von Goethe Oberdirektor des Weimarer Hoftheaters wurde und das Kurtheater Joseph Bellomos für 1200 Taler kaufen ließ. Ab dem 13. Juni 1791 gastierte das Weimarer Hoftheater regelmäßig zur Sommersaison in Lauchstädt. Wegen der unbefriedigenden Räumlichkeiten wurde beschlossen, ein neues Theater zu errichten.
Der Beginn des Theaterneubaus zog sich wegen bürokratischer Hürden (Lauchstädt lag in Kursachsen) und künstlerischer Meinungsverschiedenheiten in die Länge. Neben Hofbaumeister Johann Friedrich Rudolf Steiner und dem Berliner Architekten Heinrich Gentz beeinflusste vor allem Goethe die Baumaßnahmen durch präzise Vorgaben für die Innenausstattung im Sinne seiner Farbenlehre, für die Bühnengestaltung und die Verwandlungsmaschinerie. Goethe  persönlich steuerte etwa ein Sechstel der über 9000 Taler umfassenden Bausumme bei.
Der Theaterbau ist von schlichter Gestalt, wobei die Funktion der Bauteile von außen ablesbar ist. In der Mitte des 19. Jahrhunderts angebrachte Stützpfeiler aus Sandstein verunklaren den Charakter des Baus erheblich. Der Zuschauerraum ist ebenfalls schlicht, aber ausgesucht in seinen Proportionen. Es herrschen günstige Sichtbedingungen und ausgezeichnete akustische Verhältnisse. Überwölbt wird der Zuschauerraum von einem Leinwand-Plafond, welchen man als „antikes Sonnensegel“ interpretierte. Die Bestuhlung des Parketts ist schlicht, die Logen sind mit gepolsterten Stühlen ausgestattet. Für die Beleuchtung sorgen nach wie vor Argandsche Lampen. Das Theater ist seit 1908 elektrifiziert.

## Das Theater im 19. Jahrhundert
Am 26. Juni 1802 fand in Anwesenheit Goethes die Eröffnung des neuen Hauses statt, der 672 Gäste beiwohnten, während Hunderte von Zuschauern keinen Zutritt mehr erlangen konnten. Zur Aufführung kamen Goethes Vorspiel Was wir bringen und Mozarts Oper Titus. Die Lauchstädter Theaterbühne war zu ihrer Zeit eine der ersten im deutschsprachigen Raum.
Besonders die Dramen Friedrich Schillers wurden dargeboten, neben Kurgästen gehörten vor allem Studenten und Akademiker aus Halle an der Saale zum Publikum. 1771 hatte Friedrich der Große für die Universitätsstadt Halle ein Theaterverbot erlassen, welches sich auf den Zuspruch im benachbarten, kursächsischen Lauchstädt positiv auswirkte. Als während der Zeit der Napoleonischen Kriege der Kurbetrieb eingeschränkt und schließlich 1811 das Hallesche Theaterverbot aufgehoben wurde, beeinträchtigte dies die Bedeutung der Theateraufführungen erheblich. 1815 wurde die Abtretung eines großen Gebietsteils des Königreichs Sachsen an Preußen beschlossen. Zu den Verlusten zählte auch Lauchstädt mit seinen Kuranlagen und dem Theater. 1818 erwarb der preußische Fiskus das Theater.
1823 wurden im sogenannten Großen Salon, dem heutigen Historischen Kursaal, Malereien nach Entwürfen Karl Friedrich Schinkels angebracht, die den eher schlichten, spätbarocken Innenraum zu einer  Raumschöpfung des deutschen Klassizismus aufwerteten. Der Spielbetrieb des Kurtheaters ging weiter, bis in den 1890er Jahren das vernachlässigte Haus baupolizeilich geschlossen werden musste. 1834 debütierte der junge Richard Wagner in Bad Lauchstädt und dirigierte im Theater Mozarts Don Giovanni. Bei dieser Gelegenheit lernte er seine spätere erste Ehefrau, die Schauspielerin Minna Planer, kennen.

## Spätere Entwicklung
Zu Beginn des 20. Jahrhunderts drohte der Abriss der immer mehr verfallenden Spielstätte. Dank der Initiative des halleschen Intendanten Max Richards und des ebenfalls aus Halle stammenden Bankiers Heinrich Lehmann erfolgte 1906 bis 1908 eine umfassende Sanierung mit privaten Mitteln. Ein eigener Theaterverein wurde gegründet, alljährlich fanden Festspiele statt sowie Aufführungen zu besonderen Anlässen. So gab es 1912 die Uraufführung des Dramas Gabriel Schillings Flucht von Gerhart Hauptmann. Die Bühnenbilder hatte Max Liebermann entworfen, Tilla Durieux und Otto Gebühr waren in den Hauptrollen zu erleben.
Zum Goethe-Jahr 1932 wurden die Kuranlagen und das Theater unter Leitung des Schweizer Architekten Hans Wittwer in Beteiligung der Werkstätten der Stadt Halle Burg Giebichenstein auch in der Ausstattung erneuert. Auftraggeber war die Provinzialverwaltung Merseburg; Oberaufsicht hatte Landesbaurat Petry, Hochbauamt Merseburg.
Im Theater wurde die Bühnenwand von Charles Crodel gestaltet, die Beleuchtung durch Karl Müller.
Hans Wittwer hatte die Leitung beim Kursaal und Kursaalanbau. Im Kursaal gestaltete die Möblierung Erich Dieckmann, Beleuchtung Karl Müller, Vorhänge Benita Koch-Otte. Der Kursaalanbau erfuhr die Wandgestaltung Charles Crodel, Möblierung von Erich Dieckmann, Beleuchtung durch Karl Müller; Vorhänge stammten von Benita Koch-Otte und die Kachelöfen von Gustav Weidanz.
Die Zerstörung der modernen Wandmalereien von Charles Crodel an der Proszeniumswand des Zuschauerraumes und im Kleinen Kursaal gleich nach der Machtergreifung der NSDAP ordnete am 30./31. Mai 1933 der provisorische Landeshauptmann Kurt Otto an.
Nach dem Zweiten Weltkrieg erweiterte man zunächst das Angebot über die dramatische Kunst hinaus, indem auch Operetten und Musicals zur Aufführung gelangten.
Unter konzeptioneller Leitung des Historikers Willi Ehrlich (Nationale Forschungs- und Gedenkstätten Weimar) und des Architekten Franz Ehrlich erfolgte 1966 bis 1968 eine durchgreifende Restaurierung des gesamten Ensembles. Die Bauten des früheren Kurbades (1776 bis 1780 von J. W. Chryselius errichtet) wurden im Zusammenhang mit dem Theaterbau als Goethe-Gedenkstätte interpretiert. Der höfische Ursprung und die einstige Funktion dieser auf das sächsische Herrscherhaus zurückgehenden Bauten im Stil des Dresdner Spätbarocks wurde nur partiell dargestellt. Die stark vernachlässigte und 1965 von Hochwasser geschädigte Kurparkanlage wurde im Stil eines Französischen Gartens nach den Plänen Chryselius’ rekonstruiert, wobei man im Detail eher schöpferisch vorging, die Anlage etwas vereinfachte und nicht immer Bezug auf Quellen und Befunde nahm. Völlig neu errichtet wurde die Teichlaube, ein klassischer Monopteros mit Kupferdach, enthaltend die Büste Christiane von Goethes. Der westliche Teil des etwa vier Hektar großen Kurparks mit dem restaurierten „Herzog-Pavillon“ J. M. Hoppenhaupts blieb weitgehend als englischer Landschaftsgarten des 19. Jahrhunderts erhalten. Der Pavillon wurde museal als Spielsalon eingerichtet und erhielt das Interieur des abgerissenen Schlosses Romschütz bei Altenburg in Thüringen. Das renovierte Theater bot ab 1968 ein Repertoire mit klassischen und vorklassischen Werken der Dramatik und der Oper bzw. des Singspiels. Besondere Berücksichtigung finden bis zur Gegenwart die Werke Georg Friedrich Händels.
Seit dem Jahr 2007 findet im Theater alljährlich das Festspiel der deutschen Sprache statt, das von der Opernsängerin Edda Moser auf Anregung des ehemaligen Bundesaußenministers a. D. Hans-Dietrich Genscher initiiert wurde.
Das seit 1908 als Goethe-Theater bezeichnete ehemalige Kurtheater in Bad Lauchstädt bietet im Parkett, den Galerien und in den neun Logen 456 Sitzplätze. Es ist von Mai bis Oktober Gastspielstätte für verschiedene Theater und Ensembles. Die 1968 rekonstruierte Bühnentechnik der Erbauungszeit mit sechs Versenkungen und drei auf offener Bühne wechselnden Dekorationen ist voll funktionsfähig. Im Musiktheater bilden die Opern Wolfgang Amadeus Mozarts einen Programmschwerpunkt. Seit Jahrzehnten finden während der Halleschen Händelfestspiele im Juni jeden Jahres in Bad Lauchstädt Aufführungen internationaler Ensembles statt. Das Programm des Schauspiels bezieht sich auf die klassische Zeit und bietet Bühnenwerke Goethes und Schillers, Lessings und Georg Büchners. 2012 wurde mit der Premiere der Oper Freischütz von Carl Maria von Weber in der Inszenierung Christian Schullers und unter musikalischer Leitung von Karl-Heinz Steffens eine weithin beachtete Repertoire-Erweiterung des historischen Hauses hin zur musikalischen Romantik vorgenommen.
Das Goethe-Theater ist seit 1994 Teil der gemeinnützigen Historische Kuranlagen und Goethe-Theater Bad Lauchstädt GmbH, deren Gesellschafter das Land Sachsen-Anhalt ist. Damit bleibt die Kontinuität des Theaters als Herzoglich-Weimarisches und später Königlich-Preußisches Hoftheater auch in der Gegenwart gewahrt. Das historische Theater wird im Rahmen der GmbH sowohl als Denkmal der Theaterarchitektur präsentiert, als auch, im Sinne seiner Gründer, als Spielstätte für Oper, Schauspiel und Konzert genutzt. Geschäftsführer der GmbH ist René Schmidt. Vorsitzende des Aufsichtsrates ist Rita Berning. Am 19. September 2012 beschloss der Kreistag des Saalekreises die Beteiligung des Landkreises an der Goethe-Theater GmbH ab 2014. Der „Freundeskreis des Goethe-Theaters“ hat etwa 100 Mitglieder, darunter prominente Künstler und Politiker; Vorsitzende ist Elisabeth Baumbach.
Das in unmittelbarer Nähe befindliche „Neue Schillerhaus“ (Eröffnung am 10. November 2010) beherbergt eine Sammlung zur Bad Lauchstädter Theatergeschichte. Dort ist seit 2010 auch das „Schiller-Zimmer“ aufgestellt, ein klassizistisches Interieur, welches der Lauchstädter Kunsttischler Küchler nach 1805 anfertigte, in seinem Wohnhaus Schillerstraße 5 zeigte und als „Verlobungsort“ Schillers und Charlotte von Lengefelds anpries.